# Герберга (королева франков)
Герберга (лат. Gerberga; VIII век) — жена Карломана, невестка Карла Великого. Её бегство в Лангобардское королевство Дезидерия после смерти Карломана стало поводом для начала последней франкско-лангобардской войны, в 774 году положившей конец независимости лангобардов.

## Биография
О Герберге известно очень мало. Ёе происхождение неизвестно: предположения о том, что она является дочерью Дезидерия основаны на путанице между ней и её невесткой, лангобардской принцессой Дезидератой, которая стала женой брата Карломана, Карла Великого, в рамках мирного договора между франками и лангобардами. То, что она на самом деле была из франков подтверждается папой Стефаном III: когда папа, услышав о браке между Дезидератой и Карлом Великим, написал разгневанное письмо Карломану и Карлу Великому, он заявил им, что «по явному указанию вашего отца [то есть Пипина Короткого] вы женились на красивых франкских женщинах…»
Герберга родила своему мужу двух сыновей, старшего из которых звали Пипин. После смерти Карломана (согласно одному источнику от сильного кровотечения из носа) Герберга ожидала, что её сыновья унаследуют королевство Карломана, и, возможно, намеревалась стать регентом; вместо этого Карл Великий захватил территорию своего брата, а Герберга с сыновьями и главным советником Карломана Ошером бежала из Франции. Биограф Карла Великого Эйнхард утверждал, что она сбежала «без всякой причины».
В Лангобардии Герберга и её спутники получили убежище у короля Дезидерия в Павии. Дезидерий и Карломан были врагами во время его правления из-за союза Дезидерия и Карла Великого, с которыми Карломан не был дружен. Однако незадолго до этого Дезидерий оскорбился отказом Карла Великого от его дочери Дезидераты и теперь поддерживал семью Карломана. Он попытался уговорить папу Адриана I короновать сыновей Карломана как королей франков и признать их право наследовать своему отцу.
В 773 году Карл Великий вторгся в Италию, намереваясь положить конец угрозе, которую представляли ему Дезидерий и Герберга. Дезидерий был осаждён в Павии, столице Лангобардии; Герберга укрылась вместе со своими сыновьями, сыном Дезидерия Адельхизом и Ошером в Вероне, самом укреплённом из лангобардских городов. Павия пала в июне 774 года; Верона уже была взята до этого, так как граждане не желали оказывать длительное сопротивление франкской армии, и Герберга, её дети и Ошер предстали перед Карлом Великим.
Их судьба после этого неизвестна, так как о них больше нет упоминаний во франкских или папских летописях. Некоторые историки считают, что Герберга и её сыновья (которые были пострижены в монахи) были отправлены в монастыри, как Дезидерий и его семья. Другие, принимая во внимание наставления Карла Великого своим сыновьям в Divisio Regni, где он велит сыновьям не причинять вред своим сыновьям или племянникам, предполагают, что он мог основывать свои наставления на собственном примере.